# Richard Wright (futbolista)
Richard Ian Wright (Ipswich, Inglaterra, 5 de noviembre de 1977) es un exfutbolista inglés. Jugaba de portero y su último equipo fue el Manchester City de la Premier League de Inglaterra, donde estuvo sin jugar ni un solo partido de sus cuatro últimos años como futbolista.

## Selección nacional
Ha sido internacional con la Selección de fútbol de Inglaterra, jugando 2 partidos internacionales.

## Clubes
| Club                    | País       | Año       |
| ----------------------- | ---------- | --------- |
| Ipswich Town            | Inglaterra | 1995-2001 |
| Arsenal FC              | Inglaterra | 2001-2002 |
| Everton FC              | Inglaterra | 2002-2007 |
| West Ham United         | Inglaterra | 2007-2008 |
| Southampton FC (cedido) | Inglaterra | 2008      |
| Ipswich Town            | Inglaterra | 2008-2010 |
| Sheffield United        | Inglaterra | 2010-2011 |
| Ipswich Town            | Inglaterra | 2011-2012 |
| Preston North End F.C.  | Inglaterra | 2012      |
| Manchester City         | Inglaterra | 2012-2016 |

## Palmarés

### Campeonatos nacionales
| Título          | Club            | País       | Año     |
| --------------- | --------------- | ---------- | ------- |
| Premier League  | Arsenal         | Inglaterra | 2001-02 |
| FA Cup          | Arsenal         | Inglaterra | 2001-02 |
| Copa de la Liga | Manchester City | Inglaterra | 2013-14 |
| Premier League  | Manchester City | Inglaterra | 2013-14 |
| Copa de la Liga | Manchester City | Inglaterra | 2015-16 |